# Gedenknaald Ter Horst
De gedenknaald Ter Horst is een monument in het Volkspark in Rijssen.

## Achtergrond
In 1835 startte de steenbakker Gerrit Hendrik ter Horst met een linnenweverij in Rijssen. In 1865 werd door zijn zoons de Jutespinnerij en Weverij ter Horst & Co opgericht. De gebroeders Auke Haijo ter Horst (1850-1916) en Jan ter Horst (1861-1919) behoorden tot de volgende generatie fabrikanten in deze familie. Zij kochten in 1912 land in Rijssen, waarop zij het Volkspark lieten aanleggen naar een ontwerp van Leonard Springer. Tien jaar later werd door de werknemers van de fabriek een gedenknaald aangeboden ter herinnering aan de -inmiddels overleden- stichters van het park. Het gedenkteken werd op 13 januari 1923 onthuld door Auke, de tienjarige kleinzoon van A.H. ter Horst.

## Beschrijving
Het granieten monument is een tien meter hoge, vierzijdige obelisk die bestaat uit elf taps toelopende blokken. Op de sokkel zijn aan drie zijden voorstellingen in reliëf aangebracht; de attributen (onder andere weefspoel en len) op de linker- en rechterzijde verwijzen naar de activiteiten van fabriek, het anker aan de achterzijde is ontleend aan het beeldmerk van de fabriek. Aan de voorzijde luidt een inscriptie: 

TER HERINNERING AAN
ONZE GEACHTE PATROONS
AUKE HAIJO TER HORST
EN
JAN TER HORST J.H.ZN
DE STICCHTERS VAN DIT PARK
DE ARBEIDERS EN ARBEIDSTERS
VAN
TER HORST EN CO.
RIJSSEN 30 DEC 1922

## Waardering
Het gedenkteken werd in 1998 als rijksmonument opgenomen in het Monumentenregister. De gedenknaald is "van cultuurhistorisch en stedebouwkundig belang:

- als herinneringsmonument.

- vanwege de functioneel-ruimtelijke relatie met het park en de andere objecten hierin.

- vanwege de gaafheid."

## Foto's

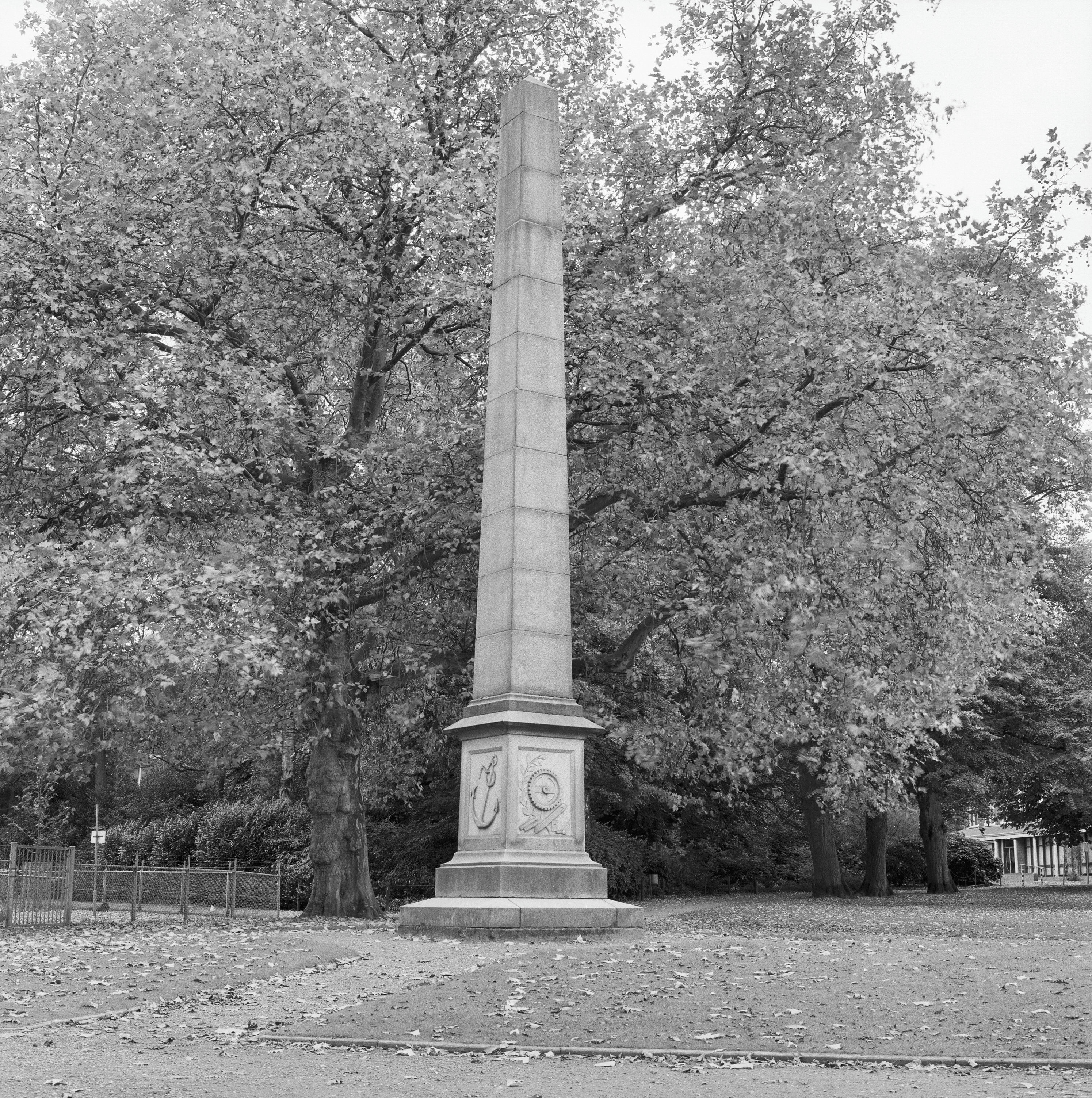
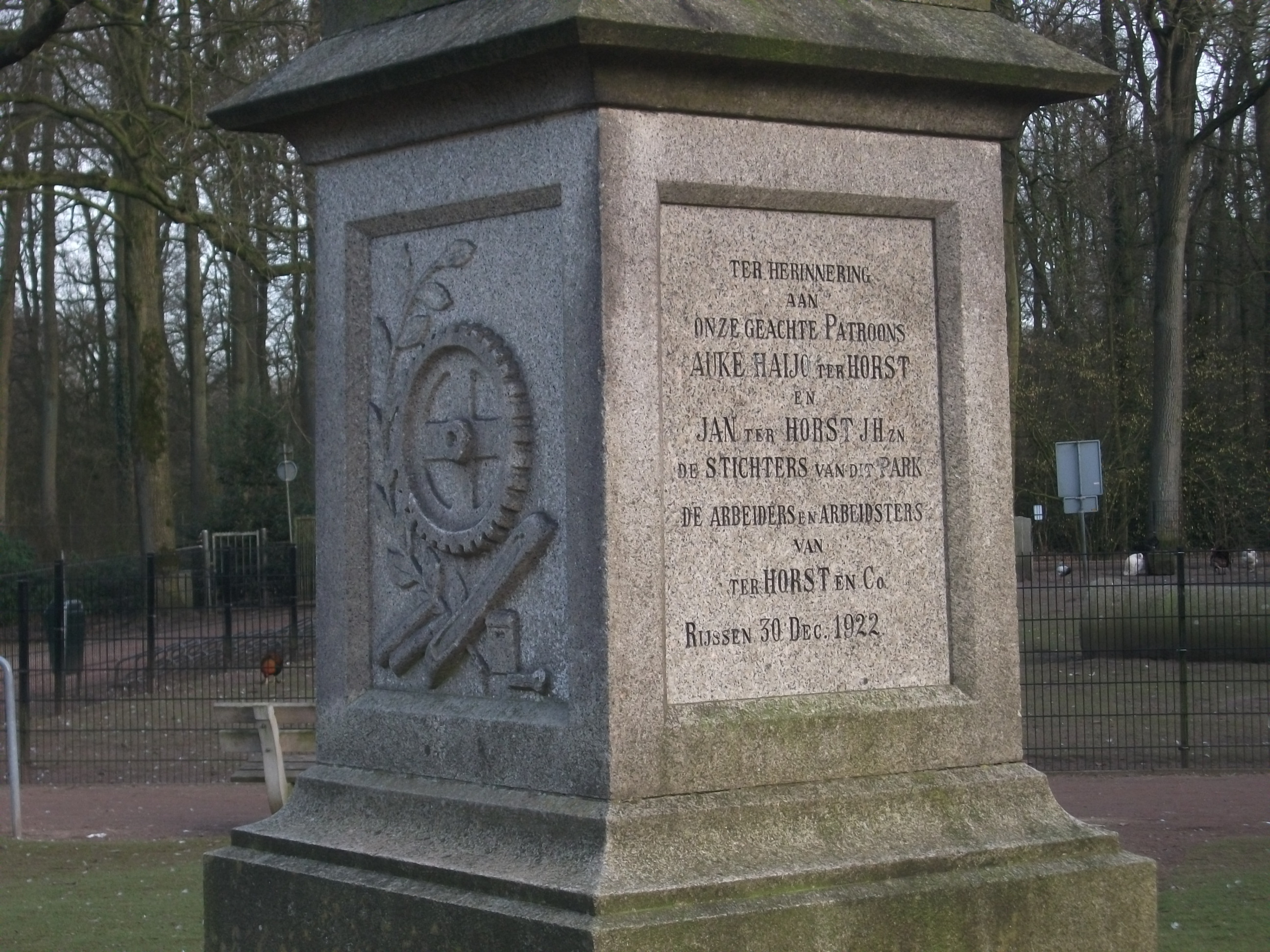